# Központi Hírügynökség (Tajvan)
A Központi Hírügynökség (hagyományos kínai:中央通訊社, pinjin:Csungjang Tunghszünsö) vagy közismert angol rövidítésén CNA (Central News Agency) a Kínai Köztársaság hivatalos hírügynöksége.
A kínai (mandarin) kiadás mellett angol és japán kiadással is rendelkezik. 300 alkalmazottat foglalkoztat, és mintegy 30 országban rendelkezik tengerentúli kirendeltségekkel. Világszerte számos ismert hírügynökséggel dolgozik együtt, ilyen például az amerikai Associated Press, a brit Reuters, a német Deutsche Welle és a francia Agence France-Presse.

## Története
Az ügynökséget 1924. április 1-jén alapította a Kuomintang. Székhelye eredetileg a Kuangtungban található Kanton-ban volt, de 1949-ben a Kínai Kommunista Párt győzelme miatt a kínai polgárháborúban, a hírügynökséget a Tajpejbe kellett áthelyezni, miközben a KKP létrehozta saját hivatalos hírügynökségét, a Xinhua hírügynökséget.

## Külső hivatkozások
- hivatalos weboldal kínaiul
- hivatalos weboldal angolul